# Виноградова, Зоре Аблякимовна
Зоре Аблякимовна Виноградова (в девичестве — Аблямитова; 17 [30] ноября 1916, Кульчора, Таврическая губерния — 18 мая 1989, Одесса) — советский биолог. Доктор биологических наук (1958).

## Биография
Родилась 17 (30) ноября 1916 года в деревне Кульчора Феодосийского уезда в крестьянской семье. Отец был репрессирован в 1938 году и скончался в лагере.
Начальное образование Зоре получила в сельской школе. В 12 лет поступила в феодосийскую школу-интернат. Позже, окончив рабфак, стала студенткой Крымского педагогического института. Получив в 1937 году специальность «преподаватель», работала учителем в крымскотатарской школе и учителем химии в средней школе в Судаке.
По приглашению Константина Виноградова становится научным сотрудником Кара-Дагской биологической станции в 1938 году. Тогда же выходит за него замуж и берёт его фамилию.
В годы Великой Отечественной войны находилась в эвакуации в Уфе. Вернувшись из эвакуации, продолжила работать на Кара-Дагской станции. В 1947 году защитила кандидатскую диссертацию. В 1953 году начинает работать на биологической станции Института гидробиологии АН УССР в Одессе. В 1958 году становится доктором биологических наук, защитив докторскую диссертацию «Витамин А в печени черноморских рыб». С 1964 года — сотрудник Одесского отделения Института биологии южных морей, где заведовала отделом биохимии. Вела спецкурс на биологическом факультете Одесского университета.
Скончалась 18 мая 1989 года в Одессе, где и похоронена.

## Семья
Муж — Константин Александрович Виноградов (1902—1990) — советский морской биолог и ихтиолог, доктор биологических наук, профессор. Супруги поженились в 1940. Дети — дочь и сын родились в эвакуации. Сын — Александр Константинович Виноградов (род. 1942) — гидробиолог. Доктор биологических наук.

## Научная деятельность
Занималась изучением экологической биохимии морских организмов и химического состава беспозвоночных Чёрного моря в частности. Открыла «линьку» у черноморских рыб.
Автор более 100 научных статей. Участник морских экспедиций на судне «Миклухо-Маклай» в Азовском, Чёрном и Каспийском морях. Автор работы «Биохимия морских организмов», которая была издана в 1967 году киевским издательством «Наукова думка».